# Maurice Nadeau
Maurice Nadeau (n. 21 mai 1911, Paris, Île-de-France, Franța – d. 16 iunie 2013, Paris, Île-de-France, Franța), a fost un profesor, scriitor, critic literar, director de colecții, director de publicații periodice și editor francez.
El este tatăl actriței Claire Nadeau și al regizorului Gilles Nadeau.

## Biografie
Orfan de război, Maurice Nadeau a studiat la Școala normală superioară din Saint-Cloud, devenind interesat de politică. În 1930, la vârsta de 19 ani, a aderat la Partidul Comunist Francez, militând activ împreună cu Georges Cogniot. A fost exclus din partid în 1932. A citit apoi scrierile lui Lenin și Lev Troțki, care l-au convins să se alăture Ligii comuniste a lui Pierre Naville. În cursul acelor ani i-a frecventat pe Louis Aragon, André Gide, André Breton, Jacques Prévert și Benjamin Péret.
După Eliberarea Franței a devenit critic literar, cu sprijinul redactorului șef Pascal Pia, la ziarul Rezistenței Combat, condus de Albert Camus. A ținut pagina literară timp de șapte ani, i-a făcut cunoscuți pe scriitorii Georges Bataille, Jean Genet, René Char, Henri Michaux, Claude Simon și Henry Miller și a început editarea operelor marchizului de Sade. El și-a surprins contemporanii atunci când a luat apărarea scriitorului colaboraționist Louis-Ferdinand Céline.
A început astfel o activitate îndelungată de editor la diferite edituri și ziare: a fost director al colecției Le Chemin de la Vie la éditions Corréa (1949-1954), critic la Mercure de France (1949-1953), France-Observateur (1952-1959) și la ziarul L’Express al Françoisei Giroud (1959-1964), director de colecție la Éditions Julliard (1953-1964), a condus revista literară Les Lettres nouvelles (1953-1976), unde a publicat scrierile lui Edmond Jabès, Yves Bonnefoy și Salah Stétié. Fiind vecin de palier cu revista Les Temps Modernes, a început să-l frecventeze pe Jean-Paul Sartre, împreună cu care, în timpul Războiului din Algeria, a semnat și difuzat Manifestul celor 121 (1960). A lucrat apoi la editura Denoël (1965-1977), apoi la éditions Robert Laffont.
Les Lettres nouvelles a devenit apoi numele propriei sale edituri, pe care a fondat-o în 1977 și pe care a continuat să o conducă până la moartea sa. În 1984 editura a fost redenumită Éditions Maurice Nadeau. Acolo au fost publicate primul roman al lui Michel Houellebecq, Extension du domaine de la lutte, operele viitorului laureat al Premiului Nobel, J. M. Coetzee, și al unor tineri scriitori ca Soazig Aaron, Ling Xi sau Yann Garvoz.

### Premii și distincții
Maurice Nadeau a primit premiul Mac Orlan în 1982 și Grand prix national des Lettres în 1988.
El a fost distins cu Ordinul Artelor și Literelor în grad de comandor.

## Activitatea editorială
Lui i se datorează editarea – și, uneori, descoperirea în Franța a mai multor autori, printre care (în ordine alfabetică):
- Louis-Ferdinand Céline
- Michel Leiris, René Char, Georges Bataille, Henri Michaux, Edgar Morin
- Marchizul de Sade
- Samuel Beckett, Emil Cioran
- Henry James
- Lawrence Durrell, Henry Miller, Lawrence Ferlinghetti, Jack Kerouac
- Richard Wright
- Jorge Luis Borges, Octavio Paz
- Witold Gombrowicz, Aleksandr Soljenițîn,[15] Varlam Chalamov
- Walter Benjamin, Arthur Koestler
- Roland Barthes, Georges Perec, Nathalie Sarraute
- Robert Antelme, René de Obaldia
- Poemele lui Pier Paolo Pasolini
- Malcolm Lowry, J. P. Donleavy, J. M. Coetzee, John Hawkes
- Fernando Arrabal, Tahar Ben Jelloun, Thomas Bernhard, Hector Bianciotti, Max Blecher, Stig Dagerman, Jean Douassot, Claire Etcherelli, Louis Guilloux, Jean-Marie Gustave Le Clézio, Janine Matillon, Pierre Notte, Mezz Mezzrow, Soazig Aaron, Angelo Rinaldi, David Rousset, Nelly Sachs, Bruno Schulz, Leonardo Sciascia, Claude Simon, Ling Xi, Andrea Zanzotto
- Michel Houellebecq

## Cărți
- Barbara Rogers (sub pseudonimul Joë Christmas), Collection Minuit, les Éditions Georges Ventillard, 1941
- Claude Viseux, Éditions Cimaise, 1956
- Histoire du surréalisme, Le Seuil, 1945 ; Points-Seuil 1970
- Marquis de Sade : Œuvres, précédé de Exploration de Sade, La Jeune Parque, 1947. [Textes choisis par Maurice Nadeau, précédés d'un essai.]
- Documents surréalistes, Le Seuil, 1948. [Ils seront repris en appendice de Histoire du surréalisme en 1969.]
- Littérature présente, Corréa, 1953
- Michel Leiris et la quadrature du Cercle, essai, Julliard, 1963 ; Maurice Nadeau, 2002. [Le premier d'une série d'ouvrages présentant cet auteur, visant ici particulièrement le jeune public. Avec un portrait de Michel Leiris par Alberto Giacometti.]
- Gustave Flaubert : Œuvres complètes et Correspondance, dix-huit volumes, Rencontre, 1965-1983
- În colaborare cu Robert Kanters : Anthologie de la poésie française, 12 volumes, Rencontre (Lausanne), 1966-1967
- Le Roman français depuis la guerre, essai, Gallimard, 1969 ; Le Passeur en 1992. [Une histoire littéraire de l'immédiat après-guerre jusqu'au Nouveau roman.]
- Gustave Flaubert, écrivain, études, Denoël, 1969 ; Maurice Nadeau, 1980. [Ce livre regroupe les 18 préfaces fournies pour l'édition des Œuvres complètes de Gustave Flaubert, référencées ci-dessus.]
- În colaborare cu Serge Quadruppani : Un coupable idéal, Roger Knobelspiess, Maurice Nadeau, 1985
- Album de la Pléiade : André Gide, bibliothèque de la Pléiade, éditions Gallimard, , 1985
- Grâces leur soient rendues, Albin Michel, 1990 et 2011 [Portraits de diverses personnalités de la littérature et du monde éditorial.]
- Une vie en littérature. Conversations avec Jacques Sojcher, Complexe, 2002
- Sade, l'insurrection permanente, Maurice Nadeau, 2002
- Serviteur ! Souvenirs littéraires, Albin Michel, 2002. [Choix d'articles critiques parmi sa production dans diverses revues et journaux.]
- Journal en public, Maurice Nadeau / La Quinzaine littéraire, 2006. [Dix ans de réflexions critiques tenues dans La Quinzaine littéraire, pour ce livre dont le titre reprend celui du Journal en public d'Elio Vittorini, préfacé par Maurice Nadeau pour l'édition française, Gallimard / Du monde entier, 1961.]
- Ferdinando Scianna, Actes-Sud, 2008. [Texte de présentation du photographe italien.]
- Le Chemin de la vie, entretiens avec Laure Adler, avec la collaboration de Tiphaine Samoyault et de Ling Xi, suivi de quatre textes critiques sur Henri Calet,  Baudelaire, Balzac et Malcolm Lowry, Verdier en partenariat avec France Culture, 2011

## Legături externe
- Site de La Quinzaine littéraire créée par Maurice Nadeau Arhivat în 10 mai 2012, la Wayback Machine.
- Portrait de Maurice Nadeau en vidéos sur ina.fr
- Un entretien avec Maurice Nadeau une vidéo des archives de la Radio télévision suisse
- Un entretien avec Maurice Nadeau Arhivat în 16 august 2018, la Wayback Machine. une vidéo de la série "Passages" à visionner sur la vidéothèque du CNRS
- Fragment (en espagnol) d'un article de Maurice Nadeau « Doctor Pasavento (o ya no podré pasar por la rue Vaneau sin pensar en Vila-Matas) », publié dans La Quinzaine littéraire, 16 avril 2006 et sur le site enriquevilamatas.com